# Río Belén (Panama)
Pour les articles homonymes, voir Belén.
Le Río Belén est un  fleuve du centre du Panama qui se jette dans la mer des Caraïbes à la limite de la province de Colón et de la province de Veraguas.
Il parcourt 55,6 kilomètres dans un bassin de 817 km2.

## Histoire
Il a été découvert par Christophe Colomb lors de son quatrième et dernier voyage dans le Nouveau Monde. En janvier 1503, il établit une garnison après avoir été informé de l'existence de mines d'or en amont dans la jungle. Selon le récit de Colomb, le chef Quibian, à la tête du peuple guaymí, se rendit compte que les Européens ne partaient pas et c'est ainsi que le 6 avril 1503, les Guaymí attaquèrent la garnison, que Colomb et ses hommes abandonnèrent rapidement pour se réfugier sur le rivage jamaïcain.